# Amselfing
Amselfing ist ein Gemeindeteil der Gemeinde Aiterhofen und eine Gemarkung im niederbayerischen Landkreis Straubing-Bogen.

## Lage
Das Kirchdorf Amselfing liegt im Gäuboden etwa zwei Kilometer nordöstlich von Aiterhofen zwischen der Kreisstraße SR 19 im Norden und der Bahnstrecke Passau–Obertraubling im Süden.
Die Gemarkung Amselfing (Gemarkungsschlüssel 5627) hat eine Fläche von 2325,22 Hektar und die beiden Gemarkungsteile 0 und 1. Der Gemarkungsteil 0 mit einer Fläche von etwa 1887,85 Hektar liegt in der Gemeinde Aiterhofen, Gemarkungsteil 1 mit einer Fläche von etwa 437,37 Hektar liegt in der Gemeinde Irlbach.
| Gemarkung Amselfing | Gemarkung Amselfing | Fläche in Hektar | Gemeindeteile auf dem Gemarkungsteil                                                        |
| Gemarkung Amselfing | Gemarkung Amselfing | 2325,22          | Gemeindeteile auf dem Gemarkungsteil                                                        |
| ------------------- | ------------------- | ---------------- | ------------------------------------------------------------------------------------------- |
| Gemarkungsteil 0    | Gemeinde Aiterhofen | 1887,85          | Ainbrach, Amselfing, Asham, Fruhstorf, Hermannsdorf, Hunderdorf, Moosdorf, Rohrhof und Sand |
| Gemarkungsteil 1    | Gemeinde Irlbach    | 0437,37          | Entau, Sophienhof                                                                           |

## Geschichte
Im Jahre 1334 verkauften Hartweich, Altman und Eberwein von Degenberg ihr „guet und gült ze Ansolfing“ mit allen Rechten und Nutzen an das Zisterzienserinnenkloster Seligenthal in Landshut. Dieses konnte 1346 die Jurisdiktionsrechte erlangen und um die gleiche Zeit seine Grundherrschaft am Ort noch erweitern. Die geschlossene Hofmark Amselfing war bei der Güterbeschreibung des Landgerichts Straubing 1599 dem Unteramt Salching unterstellt. Im Konskriptionsjahr 1752 bestand Amselfing aus elf Anwesen.
Bis zur Säkularisation in Bayern 1803 blieb Amselfing im Besitz des Klosters. Danach gingen dessen Güter an die Ludwig-Maximilians-Universität über, die damals ihren Sitz in Landshut hatte, gerichtlich wurden die Bewohner der einstigen Hofmark 1808 provisorisch, 1818 endgültig dem Landgericht Straubing unterstellt. 1808 wurde der Steuerdistrikt Amselfing gebildet, 1818/1821 die Ruralgemeinde Amselfing. An der 1859/1860 erbauten Bahnstrecke Passau–Obertraubling erhielt Amselfing einen Eisenbahnanschluss, da sich das größere Schambach gegen einen solchen ausgesprochen hatte.
Die Gemeinde Amselfing hatte 1952 folgende elf Ortsteile: Amselfing, Ainbrach, Asham, Entau, Fruhstorf, Hermannsdorf, Hunderdorf, Moosdorf, Sand, Sophienhof und Wachtlau. Der ehemalige Ortsteil Lehmbuch war zu diesem Zeitpunkt bereits aufgegeben worden. Im Zuge der Gebietsreform in Bayern wurde der größte Teil der Gemeinde am 1. Mai 1978 in die Gemeinde Aiterhofen eingegliedert. Die weit entfernten Ortsteile Sophienhof und Entau kamen zu Straßkirchen und nach der Wiederherstellung der Gemeinde Irlbach 1983 schließlich zu dieser.
Kirchlich gehört Amselfing zur Pfarrei Ittling.

## Sehenswürdigkeiten
- Filialkirche St. Stephanus. Das bestehende Gotteshaus wurde im schlichten Barockstil um 1660 gebaut. Die Turmobergeschosse entstanden 1776. Eine Glocke trägt die Jahreszahl 1524. Die 14 Kreuzwegstationen wurden 1870 eingerichtet. 1962 erfolgte eine Neugestaltung der Kirche.

## Vereine
- Bauernhilfsverein Amselfing-Ittling
- Freiwillige Feuerwehr Amselfing. Sie gehört zum KBI-Bereich II – Straubing Land 2 und wurde erstmals im Jahre 1882 urkundlich erwähnt.
- KLJB-Ittling-Amselfing
- Landfrauen Amselfing
- VdK Amselfing